# Jeux de la solidarité islamique de 2010
Navigation
La Mecque 2005 Palembang 2013
Les Jeux de la solidarité islamique de 2010 sont la 2e édition des Jeux de la solidarité islamique. Cette édition devait se dérouler du 9 au 25 avril 2010 à Téhéran, en Iran. Ispahan et Mashhad devaient aussi abriter des épreuves.
La compétition, qui devait pour la première fois comprendre des épreuves féminines (les femmes disputaient auparavant les Jeux islamiques féminins), devait tout d'abord se tenir en octobre 2009 avant d'être reportée en avril de l'année suivante en raison notamment de la propagation du virus de la grippe A (H1N1). La compétition est ensuite annulée par la Fédération sportive de la solidarité islamique en janvier 2010 en raison de l'utilisation par l'Iran du terme « golfe Persique » sur les supports et médailles de la compétition alors que les pays arabes ne reconnaissent que la dénomination « golfe Arabique » ou « Golfe » pour désigner la région,.
Malgré son annulation, cette édition est toujours considérée comme la 2e édition des Jeux de la solidarité islamique.

## Disciplines
18 disciplines devaient être au programme de ces Jeux :
- Athlétisme
- Basket-ball
- Escrime
- Football
- Haltérophilie
- Handball
- Handisport (basket-ball, futsal, tennis de table, tir sportif, volley-ball assis)
- Judo
- Karaté
- Lutte
- Natation
- Taekwondo
- Tennis
- Tennis de table
- Tir sportif
- Volley-ball
- Water-polo
- Zurkhaneh